# سیارک ۱۰۲۱

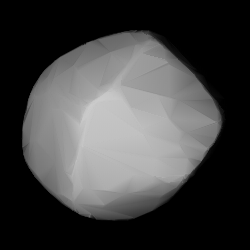
مدل سه‌بُعدی سیارک ۱۰۲۱ بر اساس منحنی نور آن

سیارک ۱۰۲۱ (به انگلیسی: 1021 Flammario، نامگذاری:1924RG) هزار و بیست و یکمین سیارک کشف شده‌است که در ۱۱ مارس ۱۹۲۴ و در هایدلبرگ کشف شد.
قدر مطلق سیارک برابر ۸٫۹۸ است.